# Brunellia standleyana
Brunellia standleyana är en tvåhjärtbladig växtart som beskrevs av José Cuatrecasas. Brunellia standleyana ingår i släktet Brunellia och familjen Brunelliaceae. Inga underarter finns listade i Catalogue of Life.